# Okapi
Okapi (lat. Okapia johnstoni) je sisavac iz porodice žirafa (Giraffidae) koji živi samo u središnjoj Africi.

## Obilježja i način života
Okapi živi u gustim šumama Demokratske Republike Kongo (bivši Zair). Posjeduje karakteristike žirafe, konja i zebre, te je vrlo stidljiva životinja koja je u stanju osjetiti čovjekovu prisutnost na nekoliko kilometara daljine i veoma ju je teško uhvatiti. 
 Okapi je težak oko 250 kg, visok je 160 cm, ima velike uši, i usne kao žirafa, a mužjak ima dva vrlo mala roga. Prilagođeni su životu u šumama i vole usamljenički život. Naročito je zanimljivo sporazumijevanje između okapija. Mužjaci i ženke "kašljucaju", dok mladunci "muču". Kao znak upozorenja na opasnost svi koriste dugačak zvižduk. Tjelesnu higijenu održavaju pomoću nevjerojatno dugačkog jezika kojim mogu dohvatiti veliki dio tijela. Okapi je životinja s razvijenim navikama i obično se kreće uvijek istim stazama.

## Prehrana
Proučavajući područje u kojem ova životinja živi, znanstvenici su utvrdili da za prehranu koristi tridesetak vrsta biljaka, a najviše voli pupoljke i mlado lišće.

## Razmnožavanje
Okapi je samotnjačka životinja, osim u periodu parenja, kada se stvaraju parovi koji se odmah poslije parenja razilaze. Na osnovu primjera iz zooloških vrtova u Frankfurtu, Rotterdamu i Chicagu, gdje postoji nekoliko primjeraka okapija, ženka nosi mladunče 14 mjeseci, a doji ga šest mjeseci.

## Otkriće okapija
Ovu rijetku životinju, koja predstavlja primjerak od neprocjenjive vrijednosti za svaki zoološki vrt u svijetu, otkrio je britanski istraživač Henry Livingstone na osnovi priča koje je čuo od pigmeja. Priča o neobičnoj životinji zainteresirala je i tadašnjeg guvernera Ugande, Johnstona koji je 1900. godine organizirao ekspediciju sa zadatkom da ju otkrije. Članovi ekspedicije nisu uspjeli uhvatiti "tajanstvenu životinju sličnu konju" ali su od pigmeja dobili prvi dokaz o njenom postojanju: dva komada kože koje su poslali Kraljevskom zoološkom društvu u Londonu. Godinu dana kasnije dobili su nekoliko cijelih koža i jednu lubanju. Ovo je zoolozima i paleontolozima omogućilo da svrstaju životinju pod imenom okapi (Okapia johnstoni). Iako po obliku tijela podsjeća na konja, okapi nije njegov srodnik nego pripada porodici žirafa. Okapi predstavlja svojevrsni živi fosil koji je vjekovima ostao izoliran u prašumama Konga. Godinama su ekspedicije iz različitih zemalja pokušavale uhvatiti živog okapija. Amerikanci su uspjeli uhvatiti dva ali su obje životinje uginule čim su napustile afričko tlo. Prvi su Belgijanci 1918. godine uspjeli prenijeti u Europu živog okapija. Životinja je smještena u zoološki vrt u Antwerpenu.

## Vanjske poveznice

### Ostali projekti
|  | Wikivrste imaju podatke o taksonu Okapia johnstoni |